# Санта-Елена-де-Хамус
Санта-Елена-де-Хамус (ісп. Santa Elena de Jamuz) — муніципалітет в Іспанії, у складі автономної спільноти Кастилія-і-Леон, у провінції Леон. Населення — 1230 осіб (2010).
Муніципалітет розташований на відстані близько 270 км на північний захід від Мадрида, 46 км на південний захід від Леона.
На території муніципалітету розташовані такі населені пункти: (дані про населення за 2010 рік)
- Хіменес-де-Хамус: 888 осіб
- Санта-Елена-де-Хамус: 100 осіб
- Вільянуева-де-Хамус: 242 особи

## Демографія
Динаміка населення (INE ):